# Trachea semiconfluens
Trachea semiconfluens là một loài bướm đêm trong họ Noctuidae.